# Mélo et ses évolutions
Pour les articles homonymes, voir Mélo.
Mélo (ピィ, Py, dans les versions originales en japonais) et ses évolutions, Mélofée (ピッピ, Pippi) et Mélodelfe (ピクシー, Pixy), sont trois espèces de Pokémon.
Issus de la célèbre franchise de médias créée par Satoshi Tajiri, ils apparaissent dans une collection de jeux vidéo et de cartes, dans une série d'animation, plusieurs films, et d'autres produits dérivés, ils sont imaginés par l'équipe de Game Freak et dessinés par Ken Sugimori. Alors que Mélofée et Mélodelfe font leur première apparition au Japon en 1996, dans les jeux vidéo Pokémon Vert et Pokémon Rouge et appartiennent donc à la première génération de Pokémon, Mélo n'a été créé qu'avec la deuxième comme la pré-évolution de Mélofée. Ils sont du type fée et occupent respectivement les 173e, 35e et 36e emplacements du Pokédex national, l'encyclopédie qui recense les différentes espèces de Pokémon.
Lors de la création du type fée, Mélo, Mélofée et Mélodelfe changent de type. Ils étaient de type normal.

## Création
Propriété de Nintendo, la franchise Pokémon est apparue au Japon en 1996 avec les jeux vidéo Pocket Monsters Vert et Pocket Monsters Rouge. Son concept de base est la capture et l'entraînement de créatures appelées Pokémon, afin de leur faire affronter ceux d'autres dresseurs de Pokémon. Chaque Pokémon possède un ou deux types – tels que l'eau, le feu ou la plante – qui déterminent ses faiblesses et ses résistances au combat. En s'entraînant, ils apprennent de nouvelles attaques et peuvent évoluer en un autre Pokémon.

### Conception graphique
La conception de Mélofée et de Mélodelfe est le fait, comme pour la plupart des Pokémon, de l'équipe chargée du développement des personnages au sein du studio Game Freak. Leur apparence est finalisée par Ken Sugimori pour la première génération des jeux Pokémon, Pokémon Rouge et Pokémon Vert, sortis à l'extérieur du Japon sous les titres de Pokémon Rouge et Pokémon Bleu,. Mélofée fait partie des trois premiers Pokémon créés, avec Rhinoféros et Lokhlass. L'idée est alors que chaque créature doit avoir une fonction précise : dans le cas de Mélofée, il s'agit d'un mignon animal de compagnie,. C'est également le quatrième Pokémon à être finalisé, après Rhinoféros, Kangourex et Nidoran♂.
Mélo a été créé avec la deuxième génération de Pokémon, comme la pré-évolution de Mélofée, et fait sa première apparition en 1999 dans les jeux Pokémon Or et Argent. Ces jeux introduisent le système des bébés Pokémon : les Pokémon peuvent désormais se reproduire en pondant un œuf, qui contient la forme de base du Pokémon : ainsi, un œuf issu de deux Dracaufeu contient un Salamèche ; cependant, pour certains Pokémon, l'œuf ne contient pas la forme de base mais une forme pré-évoluée, généralement appelée « bébé ». Sept familles de Pokémon issues de la première génération se voient dotées d'un bébé, dont le design rappelle celui du Pokémon de base avec des traits plus arrondis, enfantins : pour Mélofée, le bébé est Mélo,. Il porte le numéro 173 dans le Pokédex.
Nintendo et Game Freak n'ont pas évoqué les sources d'inspiration de ces Pokémon. Néanmoins, certains fans avancent qu'ils pourraient être basés sur l’apparence d'une fée, d'un lutin, ou de tout être magique.
Ces Pokémon avaient le type Normal lors de leur création. Mais avec la sixième génération apparaît le type Fée, un 18e type destiné à rééquilibrer le système de jeu. Pour avoir dès son apparition un grand nombre de Pokémon de ce type, il est attribué à des Pokémon des générations antérieures. C'est le cas de la famille de Mélofée, qui troque son type Normal contre le type Fée. Mélodelfe voit également sa statistique d'attaque spéciale augmenter pour renforcer son intérêt stratégique,.

### Dénomination
Mélo, Mélofée et Mélodelfe sont initialement nommés Py (ピィ, Pī), Pippi (ピッピ) et Pixy (ピクシー, Pikushī) en japonais. Le nom de Mélofée évoque quelque chose de mignon en japonais tandis que le nom de Mélodelfe est basé sur le terme anglais « Pixie ». Ces noms sont ensuite adaptés dans trois langues lors de la parution des jeux en Occident : anglais, français et allemand ; le nom anglais est utilisé dans les autres traductions du jeu.
Nintendo a décidé de donner aux espèces Pokémon des noms « astucieux et descriptifs », liés à l'apparence ou aux pouvoirs des créatures, lors de la traduction du jeu pour le public occidental. Il s'agit d'un moyen de rendre les personnages plus compréhensibles pour les enfants, notamment américains. Py est renommé « Cleffa » en anglais, « Pii » en allemand et « Mélo » en français ; Pippi devient « Clefairy » en anglais, « Piepi » en allemand et « Mélofée » en français et Pixy s'appelle « Clefable » en anglais, « Pixi » en allemand et « Mélodelfe » en français. Selon IGN, les noms anglais sont des mots-valises composés avec le terme musical « clef » (« clef »), accompagné, pour l'un, de « fairy » (« fée » en français) et, pour l'autre, de « fable » (fable). Dans le premier projet de traduction, Mélofée et Mélodelfe devaient s'appeler Aria et Ariala.
La version française est directement traduite de la version originale en japonais. Mélofée est un mot-valise entre mélopée, en référence aux berceuses qu'il peut chanter pour endormir son adversaire, et fée ; Mélodelfe est un mot-valise entre mélodie et elfe. Ces noms traduisent une gradation tant dans la créature (fée - elfe) que dans la complexité de la musique (mélopée - mélodie). Comme de nombreux autres bébés Pokémon, le nom de Mélo est un diminutif du nom de ses évolutions.

## Description
Ces trois Pokémon sont les évolutions les uns des autres : Mélo évolue en Mélofée puis en Mélodelfe avec une Pierre Lune. Comme Mélo n'apparaît qu'à la deuxième génération de jeu, à la première, Mélofée évolue en Mélodelfe et n'a pas de pré-évolution. Dans les jeux vidéo, ces évolutions surviennent, respectivement, après un niveau de bonheur suffisant et avec l'exposition à une pierre lune,.
Comme pratiquement tous les Pokémon, ils ne peuvent pas parler : lors de leurs apparitions dans les jeux vidéo tout comme dans la série d'animation, ils sont seulement capables de communiquer verbalement en répétant les syllabes de leur nom d'espèce en utilisant différents accents, différentes tonalités, et en rajoutant du langage corporel.

### Mélofée
Mélofée est un petit Pokémon bipède. Mélofée a la fourrure courte et rose, avec une grande tache brune sur chacune de ses deux oreilles dressées et entre ces oreilles on trouve une grande mèche de fourrure rose. Ils ont deux petits yeux, pas de nez et une petite bouche avec une canine minuscule et saillante. Ils ont aussi un  morceau de fourrure rose plus sombre sous chaque œil, qui pourrait correspondre à des joues rougissantes. Et malgré leurs petites ailes dans le dos, ils semblent incapables de voler mais s'en servent pour faire de petits bonds gracieux.
Il est plutôt timide et se cache dans les grottes où se trouvent des Pierre Lune et il cohabite avec des dizaines d'autres Mélofée. C'est un Pokémon très intelligent ; dans leur clan, ils ont leur propre hiérarchie. On peut malgré tout les voir les nuits de pleine lune, avec un peu de chance, en train de célébrer et de danser autour de la Pierre Lune. En effet, la Pierre lune leur permet d'évoluer. Il semblerait que les Mélofée viennent de l'espace dans des vaisseaux spatiaux.
Quand ils agitent leur doigt, ils stimulent leur circulation sanguine et font travailler leur cerveau afin de lancer des attaques aléatoires provenant d'autres Pokémon, ceci étant la signature de leur attaque fétiche : le Métronome.

### Mélodelfe
Il possède une morphologie similaire à sa pré-évolution, bien que Mélodelfe soit un peu plus grand que sa pré-évolution, ses ailes ont grandi et sont devenues d'un rose plus intense, bien que Mélodelfe reste incapable de voler. Ses oreilles se sont allongées et sont devenues aussi grandes que ses ailes, avec toujours ces taches brunes à leur extrémité.
Il possède trois doigts tout comme Mélofée mais qui sont dépourvus d'ongles, mais il a gagné un orteil griffu supplémentaire à chaque pied. Le Mélodelfe n'a plus la petite canine saillante que possédait Mélofée, il a aussi perdu les petites taches de fourrure plus foncées que sa pré-évolution avait sur les joues.
Grâce à ses ailes, Mélodelfe possède une démarche extrêmement légère, comme Mélofée avant lui, il se déplace par petits bonds, ses ailes sont tellement développées qu'il peut marcher sur l'eau. 
Mélodelfe est extrêmement timide et discret, il déteste être vu, ainsi il se cache dans des grottes inaccessibles, et des endroits déserts. Mais, les soirs de pleine lune, avec beaucoup de chance, on peut apercevoir des Mélodelfe s'amusant à jouer sur l'eau de lacs très isolés. Ses oreilles étant extrêmement sensibles, il peut entendre une aiguille tomber à plus d'un kilomètre de distance. Ainsi, s'il entend un être humain approcher, il ira vite se cacher.
Et comme ses formes précédentes, il est très polyvalent et connaît l'attaque Métronome, lui permettant de réaliser toutes sortes d'attaques, dont certaines se révèlent très puissantes.

## Apparitions

### Jeux vidéo
Mélo, Mélofée et Mélodelfe apparaissent dans la série de jeux vidéo Pokémon. D'abord en japonais, puis traduits en plusieurs autres langues, ces jeux ont été vendus à près de 200 millions d'exemplaires à travers le monde. Mélofée et Mélodelfe font leur première apparition le 27 février 1996, dans les jeux japonais Pocket Monsters Aka (ポケットモンスター 赤, Poketto Monsutā Aka, Pocket Monsters Rouge) et Pocket Monsters Midori (ポケットモンスター 緑, Poketto Monsutā Midori, Pocket Monsters Vert) (remplacé dans les autres pays par la version Bleue). Depuis la première édition de ces jeux, Mélofée et Mélodelfe sont réapparus dans les versions jaune, or, argent, cristal, rouge feu, vert feuille, diamant, perle, platine, noir 2 et blanc 2. Mélo fait sa première apparition le 21 novembre 1999, dans les jeux japonais Pocket Monsters Kin (ポケットモンスター 金, Poketto Monsutā Kin, Pocket Monsters Or) et Pocket Monsters Gin (ポケットモンスター 銀, Poketto Monsutā Gin, Pocket Monsters Argent). Mis à part à la première génération, où il n'était pas créé, il apparait dans les mêmes versions que ses évolutions.
Il est possible d'avoir un œuf de Mélo en faisant se reproduire deux Pokémon dont au moins un Mélofée et un Mélodelfe femelle,. Cet œuf éclot après 2 560 pas et un Mélo de niveau 5 en sort. Mélo appartient au groupe d'œuf bébé, Mélofée et Mélodelfe appartiennent au groupe d'œuf fée. Mélo est, comme les autres Pokémon bébés, impossible à trouver à l'état sauvage dans les jeux avant le quatrième cycle. Il sera cependant capturable dans Diamant et Perle. Les trois Pokémon ont les capacités « Joli sourire » et « Garde Magik », Mélo et Mélofée ont également « Garde ami »,, alors que Mélodelfe a « Inconscient ».
Mélofée apparaît aussi dans le jeu Pokémon Stadium où il officie en tant que maître d'école dans un mini-jeu où le joueur doit retenir un certain nombre de mouvements et les répéter, sinon il est éliminé. Il apparaît enfin dans les jeux Super Smash Bros. où il peut sortir d'une Poké Ball lancée par le joueur et use de l'attaque métronome pouvant aboutir à plusieurs attaques dont Blizzard et Explosion.

### Série télévisée et films
La série télévisée Pokémon et les films qui en sont issus narrent les aventures d'un jeune dresseur de Pokémon du nom de Sacha, qui voyage à travers le monde pour affronter d'autres dresseurs ; l'intrigue est souvent distincte de celle des jeux vidéo. Mélofée et Mélodelfe apparaissent dans l'épisode La Pierre Lune où Sacha et ses amis traversent le Mont Sélénite. La Team Rocket ambitionne de voler la Pierre Lune, mais les Mélofée, après moult péripéties, les arrêtent, avec une attaque métronome aboutissant à une gigantesque explosion. Puis, avec l'explosion de la Pierre Lune, certains des Mélofée évoluent alors en Mélodelfe. Plus tard, avec les Mélofée n'ayant pas évolué, les Mélodelfe célèbrent la Pierre Lune reconstituée en dansant autour d'elle.

## Réception
Avant l'arrivée de la série animée, Mélofée était la mascotte de la licence Pokémon.
Certains fans avancent qu'Ectoplasma serait un Mélodelfe hanté.